# 3728 IRAS
آي أر أي أس (ويعرف أيضًا باسم 3728 آي أر أي أس وفق تسمية الكوكب الصغير) (بالإنجليزية: IRAS)‏ هو كويكب ضمن حزام الكويكبات؛ وترتيبه 3728 من حيث الاكتشاف.
اكتُشف هذا الجُرم الفلكي بواسطة إراس في 23 أغسطس 1983، وأُطلق عليه هذا الاسم نسبةً إلى إراس.

## وصلات خارجية
- 3728 IRAS في قاعدة بيانات مختبر الدفع النفاث لأجرام النظام الشمسي الصغيرة

- الاكتشاف · مخطط المدار ·  العناصر المدارية · المعلمات المادية

- 3728 IRAS على موقع ويكي سكاي: DSS2, SDSS, GALEX, IRAS, Hydrogen α, X-Ray, Astrophoto, Sky Map, Articles and images